# Площадь Героев (Новороссийск)
Площадь Героев — центральный мемориальный ансамбль города-героя Новороссийска. Находится в Центральном районе города, на западном берегу Цемесской бухты. Площадь ограничена по периметру улицами Рубина и Мира, Мичуринским переулком и зданиями по левой стороне улицы Советов.
Площадь Героев представляет собой обширный парк с аллеями, цветниками и мемориальным комплексом. На аллее Дружбы делегации городов-побратимов Новороссийска высаживают «Дерево дружбы». Начало этой традиции было положено в 1965 году делегацией английского города-побратима Плимута.

## История
Это место стало отправной точкой в истории Новороссийска. Отсюда начал строиться и развиваться город. В 60-х годах XIX века площадь получает название Торговой. Около 1926 года она стала Приморским бульваром. Через два месяца после разгрома немецко-фашистских войск в Новороссийске, 19 ноября 1943 года, горисполком принял решение об увековечении памяти героев войны. Лучшая центральная площадь города была определена местом памяти погибших героев и получила их имя — площадь Героев. 
В 1958 году на площади зажжён Огонь вечной славы, а с 1960 года возле него каждый час звучит мелодия «Новороссийские куранты», написанная композитором Д. Д. Шостаковичем специально для новороссийского Огня вечной славы.
Архитектурный ансамбль площади Героев и её окружения создан в первой половине 1950-х годов по проектам архитекторов В. С. Данини, С. Чернобая и др. Реконструкция мемориального ансамбля выполнена в 1974 году по проекту архитекторов Г. Н. Наджаряна, Г. Г. Майорникова и др.

## Памятники
На площади Героев расположены (перечислены в порядке по направлению к берегу, приблизительно с юго-запада на северо-восток):
- Мемориальная стена «Сынам Отечества, чей прах покоится в земле Новороссийска» (1974)[11]
- Мемориал советским воинам-офицерам, освобождавшим Новороссийск (1943)[12]
- Памятник на могиле Героя Советского Союза Ц. Л. Куникова[13]
- Огонь вечной славы[14] — памятник советским воинам, освободившим Новороссийск от фашистских захватчиков (1958, архитектор К. М. Мельников)[15]
- Памятник на могиле Героя Советского Союза Н. И. Сипягина[16]
- Обелиск в честь 20-летия освобождения Новороссийска от белогвардейских банд и интервентов (1940)[17]

Кроме того, по бокам аллеи расположены в том же направлении памятные плиты, посвящённые городам-героям

### Мемориал советским воинам
Мемориал советским воинам посвящён бригадному комиссару Абрамову И. П., члену Военного Совета 47-й армии (надпись на мемориале со стороны Мемориальной стены), 20 офицерам Советской Армии и Военно-Морского Флота, и одному сержанту, павшим смертью храбрых в сентябре 1943 г. в боях за Новороссийск (перечисление в порядке надписи на мемориале):
- полковнику Козлову Н. Г.
- Герою Советского Союза подполковнику Каданчику С. Н. (на мемориале указаны инициалы С. П.)[21];
- подполковнику Беремец П. П.[22][23];
- подполковнику Тихоступу А. М.[24][25];
- подполковнику Зарембе В. Д.[26];
- Герою Советского Союза майору Леженину А. И.;
- майору Жуковскому В. А.;
- майору Сологубу Н. М.;
- майору Исаеву П. И.;
- Жукову В. А.;
- майору Вовк Х. Н.;
- майору Джугурьянцу Г. Н.[27];
- майору Попову Ф. Ч.;
- майору Цедрику А. Д.[28];
- капитану Пугачу И. П.[29][30];
- капитану Огородникову М. Т.;
- старшему лейтенанту Луначарскому А. А.[31];
- старшему лейтенанту Малому И. К.;
- старшему лейтенанту Чеслеру П. Д.;
- лейтенанту Колосову И. А.;
- старшему сержанту Кучменко Г. Т.[32].

Все они были увековечены здесь в ноябре 1943 г. См. также , Х. Н. Вовк  склонил голову на поле брани на Малой земле 14 апреля 1943 г., П. Д. Чеслер — 8 ноября 1943 г.